# Isuf Dedushaj
Isuf Dedushaj (ur. 10 października 1951 w Vuthaju, zm. 1 lutego 2025) – kosowski epidemiolog pochodzenia czarnogórskiego, doktor nauk medycznych, autor ponad 100 prac naukowych.

## Życiorys
W 1976 ukończył studia medyczne na Uniwersytecie w Prisztinie. W tym roku zaczął pracę w kosowskim Instytucie Ochrony Zdrowia, z którego został w 1990 roku zwolniony z powodów etnicznych i politycznych.
W 1980 roku uzyskał specjalizację z epidemiologii, będąc pierwszym epidemiologiem na terenie Kosowa. W 1983 roku uzyskał tytuł magistra na Uniwersytecie w Sarajewie, gdzie ukończył także studia podyplomowe. W 1986 roku obronił doktorat na Uniwersytecie w Prisztinie. Następnego roku uzyskał specjalizację z immunologii na Uniwersytecie w Zagrzebiu.
W latach 1992–1996 był prodziekanem Wydziału Medycznego Uniwersytetu w Prisztinie. W latach 1992–2001 był przewodniczącym Kosowskiego Czerwonego Krzyża.
Od 2009 roku był redaktorem naczelnym magazynu Shëndeti.